# 馬爾文 (堪薩斯州)
馬爾文（英語：Mulvane）是一個位於美國堪薩斯州塞奇威克縣和索姆奈縣的城市。

## 地方資料
根據2020年美國人口普查的數據，馬爾文的面積為11.58平方千米，當中陸地面積為11.56平方千米，而水域面積為0.02平方千米。當地共有人口6286人，而人口密度為每平方千米542.83人。